# Fédération Internationale de l'Art Photographique
Fédération Internationale de l’Art Photographique é uma organização internacional de entidades nacionais de fotografia.